# Jorge Dávalos
Jorge „Vikingo” Dávalos Mercado (ur. 28 kwietnia 1957 w Tali) – meksykański piłkarz występujący na pozycji defensywnego pomocnika, w późniejszym czasie trener.

## Kariera klubowa
Dávalos jest wychowankiem zespołu Universidad de Guadalajara, w którego barwach zadebiutował w meksykańskiej Primera División – 13 sierpnia 1977 w zremisowanych 0:0 derbach miasta z Chivas. Pierwszego gola w najwyższej klasie rozgrywkowej strzelił 11 października 1978 z rzutu karnego w przegranej 3:4 konfrontacji z Tampico. W Universidadzie spędził całą piłkarską karierę, przez dwanaście lat pełniąc funkcję kapitana drużyny. W 1978 roku wywalczył ze swoją ekipą Puchar Mistrzów CONCACAF, natomiast w rozgrywkach 1989/1990 wicemistrzostwo Meksyku. Rok wcześniej doszedł do finału krajowego pucharu – Copa México – natomiast w swoim ostatnim profesjonalnym sezonie – 1990/1991 – zdobył z Universidadem to trofeum. Karierę piłkarską zakończył w wieku 34 lat.

## Kariera reprezentacyjna
W 1977 roku Dávalos znalazł się w składzie reprezentacji Meksyku U–20 na Młodzieżowe Mistrzostwa Świata. Na tym turnieju nie rozegrał jednak żadnego spotkania, natomiast Meksykanie dotarli aż do finału światowego czampionatu.
W seniorskiej reprezentacji Meksyku Dávalos zadebiutował 8 lutego 1979 w zremisowanym 1:1 meczu towarzyskim ze Związkiem Radzieckim. W 1991 roku został powołany przez selekcjonera Manuela Lapuente na Złoty Puchar CONCACAF, gdzie rozegrał trzy spotkania – jedyne o stawkę w kadrze narodowej – i zajął ze swoją ekipą trzecie miejsce. Ogółem w reprezentacji wystąpił siedem razy, nie wpisując się na listę strzelców.

## Kariera trenerska
W 1991 roku, zaraz po zakończeniu profesjonalnej gry w piłkę, Dávalos objął funkcję trenera Universidadu de Guadalajara. Poprowadził drużynę w dwudziestu meczach, notując cztery zwycięstwa, sześć remisów i dziesięć porażek, po czym odszedł ze stanowiska. Wyspecjalizował się w pracy z zespołami juniorskimi, pełniąc rolę dyrektora klubowej akademii najpierw w Universidadzie, a później w jego rywalu zza miedzy – Chivas de Guadalajara. Podczas wiosennego sezonu Verano 2001 na krótki czas poprowadził pierwszą drużynę Chivas, ale po dwóch remisach i porażce w trzech spotkaniach został zastąpiony przez Oscara Ruggeriego. Dávalos wrócił do pracy z juniorami – w Atlasie i Necaxie, kilkakrotnie trenował także młodzieżowe reprezentacje Meksyku. W późniejszym czasie został asystentem byłego kolegi boiskowego, Daniela Guzmána, współpracując z nim w Santos Lagunie, Tigres UANL i Veracruz.